# Езерос
Езерос (на гръцки: Ἐζερός) е средновековен град на мястото на античната Ксюниай (на гръцки: Ξυνίαι) в Тесалия, Гърция. Естествено заобиколен и защитен от езерото Ксиниада около него.
Градът е разположен на западните склонове на планината Отрис и на около 4 км югозападно от днешното село Ксиниада във Фтиотида.  Градът е стратегически разположен, тъй като контролира преминаванията по/край близкото езеро Ксиниада – по пътя от Ламия до Домокос. 
През втората половина на III век преди новата ера градът бил етолийски, след което попада под властта на Древна Македония, а след това е ограбен, а населението му избито от етолийците в 198 г. пр.н.е..  През 186/5 г. пр.н.е. преминава под контрола на Еолия, т.е. на тесалийците, а след това е под римско управление. 
Градът е за последно споменат под древното си име през VI век след Христа от Стефан Византийски, за да се появи с името Езерос отново в IX век. Името е оцеляло и се отнасяло за близкото село Агиос Стефанос.  Средновековният град е известен най-вече като епископство (засвидетелствано от 879 г.), което е включено в Notitiae Episcopatuum до османско време.  Средновековният замък е издигнат от руините на древния акропол, като отчасти външните му стени следват древните основи, но като цяло обхваща много по-малко пространство от древните укрепления. 
Около 957 г. лидерът на местен бунт Теодосий търси убежище в Езерос. В хрисовула на Алексий III Ангел от 1198 г. до Венецианската република, Езерос се споменава като епископство.  След Четвъртия кръстоносен поход, Езерос преминава под латинска власт за известно време, като е придаден на Латинската архиепископия на Лариса. Първият му католически епископ е избран, но никога не е осветен, за да участва във Втория събор на Равеника през 1210 г. До 1212 г. титулярната му катедра е вакантна и папа Инокентий III дава епископството на епископа на близкия Зейтуни (Ламия). Латинският епископ на Ламия я експлоатира толкова безмилостно, че катедрата е оттеглена в рамките на една година.  Езерос си връща православната катедра, а през 1250 г. неговият православен епископ Йоан Херос става митрополит Нафпакт. 
През ХIХ век Уилям Смит намира на мястото на древния и средновековен град някои останки от разрушени сгради – при носа на полуостров в езерото Ксиниада.